# Temelucha maluensis
Temelucha maluensis är en stekelart som först beskrevs av Cheesman 1936.  Temelucha maluensis ingår i släktet Temelucha och familjen brokparasitsteklar. Inga underarter finns listade i Catalogue of Life.